# Segment (piston)

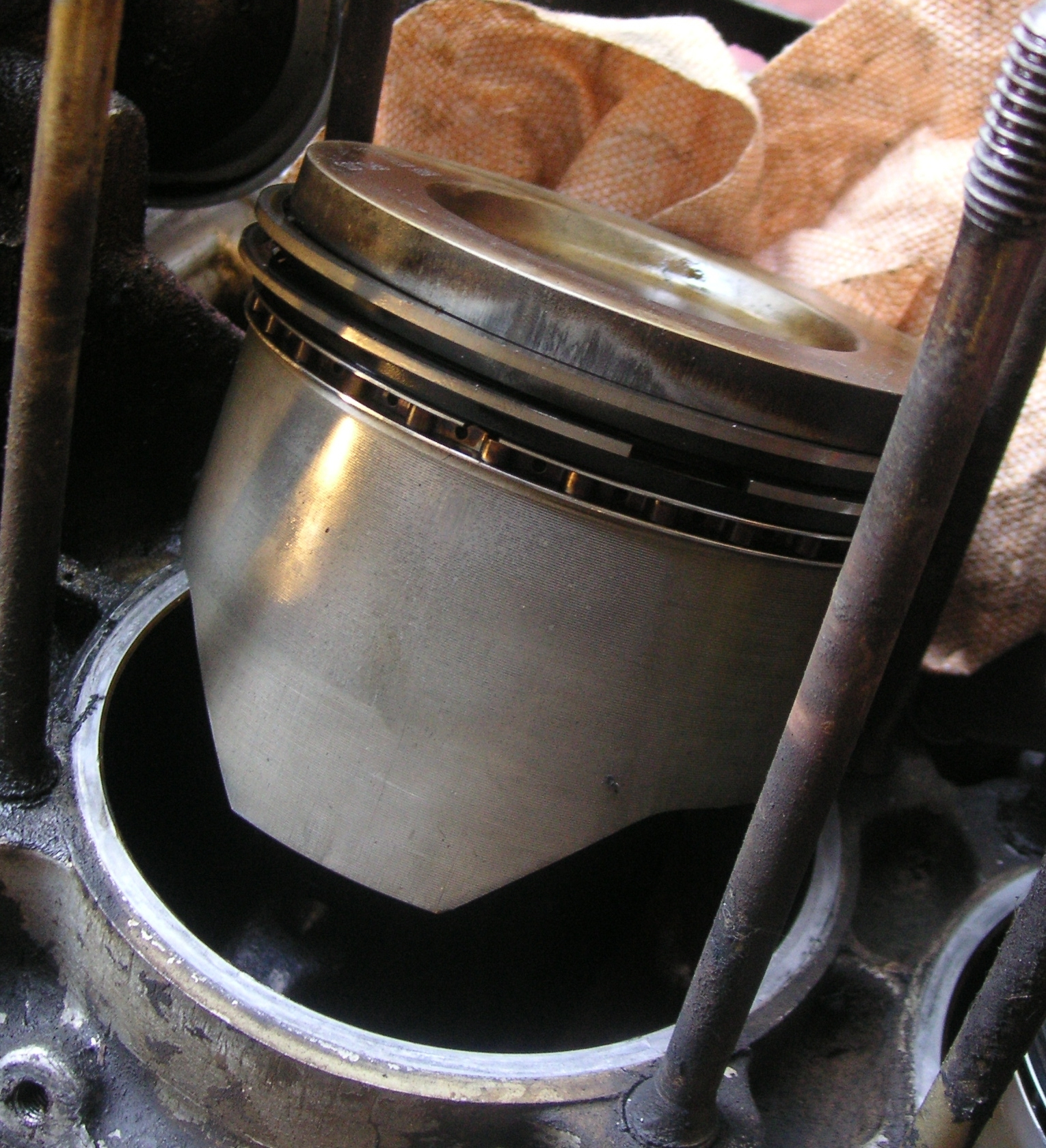
Segmenţi de etanşare montaţi pe piston

La mașinile de forță cu piston, (motor, compresor) segmenții sunt piese de forma unui inel secționat radial, ce apasă asupra cilindrului, realizând astfel etanșarea acestuia. Segmenții sunt montați cu un anumit joc în canalele practicate în zona port-segmenți (RPS) a pistonului, ca urmare fac parte din categoria organelor mobile ale mecanismului motor. 
În construcția lor este prevăzută o fantă numită rost care are rolul de a compensa dilatarea segmentului produsă în timpul funcționării motorului. Rostul (fanta) poate fi drept sau oblic (tăietura oblică există la motoare în 4 timpi). Pentru a asigura contactul cu cilindrul, segmentul trebuie să exercite o presiune pe cilindru, de aceea trebuie să fie elastic (segment cu elasticitate proprie).
Se împart în mai multe categorii:
- segmentul de foc este segmentul cel mai apropiat de camera de ardere;
- segmenții de etanșare (compresie) din care face parte și segmentul de foc;
- segmenții de ungere (raclori).

Numărul segmenților depinde și de tipul motorului. Se montează pe piston cu un decalaj la fante de circa 180 de grade la autoturismul Dacia 1300. Dacă pe piston sunt montați 3 segmenți atunci decalajul între fante este de 120°.

## Segmenții de etanșare
Segmenții de etanșare sau de compresie asigură etanșeitatea totală a interstițiului dintre piston și cilindru. Rostul lor este decalat față de cel al segmentului de foc. Toți segmenții se montează în canalele de pe piston cu joc axial și cu joc radial. Presiunea gazelor din camera de ardere intensifică atât contactul radial cât și cel axial în canalele de pe piston pentru segmenți, adică acțiunea presiunii gazelor mărește capacitatea de etanșare a segmenților. Contactul axial poate alterna pe flancul superior și cel inferior al canalului de pe piston, datorită interacțiunii cu gazele, inerției și forțelor de frecare. Segmenții de etanșare asigură etanșarea prin efectul de labirint; ansamblul segmenților funcționează  ca un labirint, adică spațiile dintre segmenți servesc pentru destinderea gazelor și prelungesc drumul parcurs de acestea. Dintre toți segmenții, primul are nivelul termic cel mai ridicat, deoarece vine în contact cu gazele fierbinți și cu porțiunea cea mai caldă din piston. De aceea primul segment se mai numește și segment de foc. Temperatura medie a segmentului de foc ajunge la 150...250°C. In regim intermitent de funcționare temperatura segmentului de foc ajunge până  la 300...325°, ceea ce este extrem de periculos. De obicei, pe piston nu se montează mai mult de 3 segmenți de etanșare. La motoarele în doi timpi, pe benzină, se montează, de regulă, numai 2 segmenți de etanșare. Segmenții de etanșare se execută într-o mare varietate de tipuri constructive. Segmentul cu forma cea mai simplă este cel cu secțiunea dreptunghiulară. Se utilizează la motoare cu puteri mici. Al doilea segment de compresie sau segmenții raclori pot avea suprafața laterală conică. Segmenții cu suprafața de alunecare conică realizează un spațiu în formă de con de 10′ până la 120′ (10′, 30′, 60′, 90′, 120′ ), între piston și cilindru (norma M ISO 6622/1 - segmenți dreptunghiulari conici cu grosime radială "standard"). Efectul de pană astfel creat va permite segmentului să  treacă peste filmul de ulei în cursa pistonului către PMS. Acest segment va trebui să fie montat numai în această poziție (deschiderea unghiului îndreptată spre chiulasă), o montare inversă a segmentului conducând la un consum sporit de ulei (muchia segmentului va racla excesiv uleiul și îl va împinge spre camera de ardere). În timpul rodajului, uzura suprafeței de alunecare segmentului este foarte intensă din cauza suprafeței de contact reduse segment-cilindru și în consecință -a presiunii pronunțate a segmentului pe cilindru. Uzura va fi mai pronunțată în partea inferioară a suprafeței de alunecare a segmentului, până ce se realizează (în timpul rodajului) o suprafață cilindrică a segmentului.O ameliorare a condițiilor de ungere și de rodaj ale segmentului se obține prelucrând pe periferia acestuia striuri sau șanțuri de reținere a uleiului. Secțiunea bombată optimizează rodajul și permite o repartiție excelentă a filmului de ulei în partea superioară a cilindrului. Suprafața de alunecare bombată are o comportare foarte bună, în condițiile basculării pistonului . Acest segment cu secțiune bombată se utilizează ca segment de foc. 

## Segmenți de ungere
Segmenții de ungere  au funcțiunea principală de a asigura dozarea și distribuția uniformă a uleiului aflat pe oglinda cilindrului. Datorită funcției sale de radere (raclare) a excesului de ulei de pe oglinda cilindrului, segmentul de ungere se mai numește și segment raclor. Uleiul în abundență, ajuns pe oglinda cilindrului, tinde să pătrundă în camera de ardere, ceea ce nu este de dorit, deoarece se intensifică consumul de ulei și formarea de calamină.(reziduu de cărbune provenit din arderea combustibilului). Cantitatea de ulei de pe oglinda cilindrului trebuie să fie suficient de mare încât să ajungă pentru ungerea hidrodinamică, dar nu atât de mare încât să activeze fluxul de ulei spre camera de ardere. Uleiul în exces este raclat de segment și trebuie evacuat, prin orificiile radiale realizate în canalul pistonului, sub segmentul de ungere. Segmenții de ungere se grupează în două tipuri: segmenți cu secțiunea unitară sau neperforați și segmenți cu secțiunea radială perforată  (perforați). Segmentul  neperforat evacuează o cantitate mai mică de ulei  Segmenții perforați se utilizează atunci când este necesar să se evacueze o cantitate sporită de ulei. Se preferă segmenți cu formă conică a suprafeței laterale, cu un unghi β = 25’...45’, deci cu secțiune de trapez dreptunghic, care dezvoltă o presiune specifică mai mare pe suprafața laterală.
Pentru segmenți de ungere în România s-a elaborat standardul SR ISO 6625:1998 Segmenți de piston. Segmenți raclori de ulei.
Segmenți cu expandor. Se numește expandor un element elastic care se montează în spatele segmentului, în canalul din piston. Expandorul aplică segmentul pe oglinda cilindrului cu o presiune uniform distribuită. Deoarece expandorul asigură o presiune sporită se utilizează la motoare de autovehicule în primul rând pentru segmentul de ungere. În forma cea mai simplă, expandorul este de formă poligonală. Se utilizează frecvent segmenți de ungere, alcătuiți din două inele elastice din oțel, de grosime redusă 0,6...0,8 mm, aplicate pe fețele flancurilor de un expandor axial, iar pe oglinda cilindrului de un  expandor radial.(cf. Berthold Grünwald, op.cit.).

## Distribuția presiunii radiale pe periferia segmentului
Experimental s-a constatat că segmentul cu presiune radială constantă pe cilindru se uzează mai ales la capete (în vecinătatea fantei). Capetele segmentului pierd contactul cu cilindrul și etanșarea este compromisă.
Dacă  se notează cu ur = u/a  uzura relativă a suprafeței laterale a segmentului (în care u este uzura, iar a - grosimea radială a segmentului) după timpul τ se observă  experimental că această mărime are o variație specifică de-a  lungul periferiei segmentului, în funcție de unghiul ψ care poziționează o secțiune oarecare a segmentului, față de secțiunea aflată la capătul opus fantei. Se observă că, deși segmentul a avut inițial o repartiție uniformă a presiunii radiale, uzura lui a devenit inegală după timpul τ considerat și a atins valoarea maximă pentru un unghi ψ = 120...135° . Uzura a fost cu atât mai mare cu cât presiunea gazelor din spatele segmentului a fost mai înaltă. Odată cu producerea neuniformă a uzurii segmentului, are loc o redistribuire a presiunii elastice care atinge valoarea cea mai mare acolo unde uzura este maximă. În apropierea capetelor segmentului presiunea relativă ia valori negative, ceea ce arată că zonele de lângă fantă se desprind de pe cilindru.(Berthold Grunwald, op. cit.,p. 446).Astfel, repartiția presiunii se schimbă , uzura crește mai mult în regiunea situată la cca 45° de capetele segmentului unde și presiunea specifică este mai mare, deoarece rolul capetelor care nu se mai sprijină  pe cilindru este preluat de secțiunle învecinate. Pornind de la aceste rezultate, B.I.Ghințburg (Б. И. Гинцбург) a propus ca repartiția inițială de presiune (a segmentului nou) să fie neuniformă, cu valori de sens opus celor care apar în procesul de uzare. Segmenții cu presiune variabilă au prezentat o durabilitate crescută de câteva ori. Astăzi, la motoare de autovehicule se folosesc numai segmenți de presiune variabilă, obținuți prin strunjire prin copiere. (vezi Secțiunea Aspecte ale tehnologiei de fabricație). În ceea ce  privește repartiția inițială de presiune, este necesară o presiune mai ridicată în zona fantei segmentului, astfel încât curba distribuției de presiune capătă aspectul de pară. La segmenții motoarelor în 2 timpi, cea mai mare valoare a presiunii se află la 45° de o parte și de alta a fantei 

## Materiale pentru segmenți
Pentru materialul segmenților se impun următoarele proprietăți: duritate ridicată, pentru a prelua sarcinile mari de contact și pentru a rezista la uzura adezivă și abrazivă, în condițiile frecării semiuscate; rezistență la coroziune, pentru a atenua efectul atacurilor chimice și electrochimice; proprietăți mecanice ridicate și stabile la temperaturile înalte de funcționare; modúl de elasticitate superior la temperaturi relativ mari, invariabil în timp, pentru a preveni vibrațiile; conductivitate termică ridicată.Nu există materiale care să satisfacă simultan cerințele enunțate. Norma ISO 6621-3 clasifică materialele destinate fabricației segmenților de piston în 6 clase, simbolizate cu cifrele 10, 20,...60. 
Categoriile de materiale pentru segmenți sunt următoarele: a) fonta cenușie perlitică; b) fonta cu grafit nodular; c) fonta aliată cu Cr, Mo, Ni, Ti, V. ; d) oțelul; e) pulberi metalice sinterizate. Se folosește și bronz pentru aplicații specifice.
În cazul segmenților turnați individual, fontele pentru segmenți au o compoziție hipereutectică: 3,1...4,2 % C,  2,2...3,2% Si,  și 0,5...1,2% Mn (după ). La fontele aliate, alierea cu Cr asigură o structură omogenă, mărirea stabilității elastice, atât în timp cât și la temperaturi ridicate, și ameliorarea proprietăților mecanice ale fontei pentru segmenți. Celelalte elemente de aliere - Mo, V, Ni, Ti ameliorează în plus proprietățile fontei pentru segmenți : termostabilitate, rezistență mecanică (la oboseală, la uzură). 
În ceea ce privește duritatea materialului, există cerințe antagonice: 
- Din punctul de vedere al cilindrului, segmenții trebuie să fie cu duritate mai mică, astfel uzura  va fi mai mică.
- Din punctul de vedere al segmenților, duritatea lor trebuie să fie mai ridicată, pentru a-și menține forma în timp (uzura segmenților poate determina modificarea presiunii pe circumferință). Duritatea sporită este necesară, totodată, pentru a preveni ruperea capetelor care pot acționa ca un abraziv.
Cea mai bună soluție de compromis o constituie fonta. În fabricația segmenților se utilizează fonta cenușie perlito-sorbitică, cu grafit lamelar. La motoare cu aprindere prin comprimare (motorul Diesel) supraalimentate primul segment (segmentul de foc) suportă sarcini termice mari și se rupe  frecvent dacă este fabricat din fontă. În astfel de cazuri se înlocuiește cu unul de oțel. Pentru a îmbunătăți comportarea la alunecare, oțelul se grafitizează. Pentru expandor se utilizează oțelul de arc. Deoarece fonta cu grafit nodular precum și oțelul au proprietăți de frecare uscată mai nefavorabile se impune aplicarea de acoperiri metalice cu crom sau molibden, cu atât mai mult pentru segmentul de foc. Astfel, pentru segmentul de foc se aplică cromarea dură poroasă, care asigură o cantitate minimă de ulei, între segment și cilindru.  Prin cromarea segmentului de foc se îmbunătățește considerabil rezistența la uzură a acestuia, deoarece duritatea cromului depus electrolitic este de 850...1200 HV. În loc de cromare se poate aplica  o nitrurare. O soluție perfecționată este de a realiza o rețea ceramică de oxid de aluminiu,Al2O3,în stratul de crom. Acest procedeu a fost aplicat  de firma Goetze Acoperirea galvanică a segmenților poate fi înlocuită cu alte metode de protecție, ca de exemplu, aplicarea de Cr sau Mo prin metalizare cu flacără (sau acoperire cu flacără), sau cu jet de plasmă (acoperire cu plasmă). Pentru protecția contra coroziunii se depune un strat de staniu  sau un strat moale de plumb, peste acoperirea cu crom, deoarece segmenții cromați, având o duritate mare, se rodează greu.
Al doilea și al treilea segment de compresie și segmenții de ungere se acoperă prin fosfatare executată electrolitic.
Semifabricatele pentru segmenți  pot fi turnate individual  sau sub formă de bucșă, din care prin retezare cu cuțite de retezat (pe strung) sau freze-disc subțiri  (pe mașini de frezat) se obțin segmenții individuali. După turnarea individuală, segmenții împreună cu rețeaua de turnare au aspectul unui ciorchine. 

## Aspecte ale tehnologiei de fabricație
Inițial s-au fabricat segmenți cu distribuție constantă de presiune pe periferia lor, denumiți segmenți de presiune constantă.  Procesul de fabricație este simplu și ieftin. Semifabricatul obținut prin turnare are inițial forma rotundă. După prelucrarea prin strunjire până la diametrul nominal D, segmenții sunt secționați cu o freză -disc subțire pentru crearea fantei corespunzătoare cu rostul în stare montată,apoi se deschid și se montează pe un dispozitiv, pentru a forța desfacerea segmentului, corespunzător rostului în stare liberă . Tensiunile interne create la desfacerea segmentului se înlătură prin tratament termic de termofixare (încălzire până la circa 600° C) . De aceea, segmenții astfel confecționați se numesc segmenți termofixați sau segmenți rotunzi (Marincaș, Abăităncei, op.cit.,ref.5). Alt tip de segmenți sunt cei cu presiune variabilă pe contur. In acest caz, semifabricatul turnat este de formă ovală, de aceea sunt denumiți segmenți ovali sau nerotunzi, care se prelucrează prin strunjire prin copiere, separat pentru exterior și interior. O metodă modernă de mare productivitate este strunjirea ovală simultană pe suprafața exerioară de alunecare și pe suprafața interioară, prin copiere după came, al căror profil este realizat după distribuția de presiune, impusă la proiectarea segmentului, pe un strung de copiat special.După strunjire se decupează o porțiune din segment (de aceea, acest procedeu de fabricație mai este denumit metoda eliminării unei porțiuni de material)  care corespunde cu rostul la capetele segmentului în stare liberă. Pentru această operație se folosesc mașini de frezat specializate, prevăzute cu două freze disc cu axe înclinate. În acest mod se va asigura  paralelismul capetelor segmentului în stare montată, fără prelucrări suplimentare. Procesul tehnologic continuă cu calibrarea fantei, care se execută cu freză disc subțire sau cu disc abraziv subțire. 

## Condiții tehnice de execuție
Pentru  execuția segmenților  sunt prevăzute condiții tehnice de precizie a dimensiunilor, precizia de formă și rugozitatea suprafețelor, iar în afară de acestea și condiții de asigurare a elasticității acestora. Abaterile limită la înălțimea segmentului h se admit numai în minus, având valori de 0,01...0,03 mm; abaterile limită la grosimea radială a sunt de     0,1...0,12 mm. Abaterile de la planitate a fețelor plane frontale, în direcție radială, se acceptă până la 50% din toleranța înălțimii h. Abaterile de la planitatea fețelor frontale pe circumferința segmentului  (denumită abatere de la planitate periferică) se admit până la 0,02 mm Pentru rugozitatea suprafețelor se recomandă valorile parametrului de rugozitate Ra= 6,4...3,2 μm pentru suprafața cilindrică exterioară, Ra = 0,4...1,6  μm pentru suprafețele plan-paralele (acestea sunt rectificate fin pe mașini de rectificat plan) și Ra=25 μm pentru restul suprafețelor. Cel puțin 90% din circumferința segmentului nu trebuie să prezinte interstițiu de lumină , la verificarea de "etanșeitate la lumină", la contactul dintre periferia segmentului și suprafața interioară a unui inel de control în care este introdus forțat segmentul. Pentru segmenții cromați nu se admit interstiții de lumină. Duritatea segmenților din fontă cenușie aliată trebuie să fie 98...106 HRB (duritate Rockwell, scara B). La controlul segmenților se determină mărimea a două forțe tangențiale Ft aplicate la capetele fantei și tangent la conturul exterior al segmentului, până la închiderea în stare montată. Mărimea forței tangențiale se determină numai pentru segmenți cu diametrul nominal de cel puțin 40 mm. Se determină forța diametrală Fd de închidere a segmentului, aplicată pe o direcție diametrală la 90° față de  direcția rostului, până la obținerea --pe direcția forței-- a diametrului nominal. Abaterea de formă geometrică a suprafeței de lucru este dată de abaterea generatoarei suprafeței exterioare de la forma nominală cilindrică, măsurată pentru segmentul liber neîncărcat. 

## Procesul de uzură a segmenților
Primul segment, segmentul de foc, suportă o uzare adezivă mai intensă decât segmenții inferiori. Această particularitate se explică, în special, prin regimul termic ridicat și prin influența duratei regimului hidrodinamic de ungere. Regimul termic ridicat reduce viscozitatea uleiului și contribuie la apariția frecării semifluide (semilichide). Frecarea semifluidă apare atunci când vârfurile proeminențelor rugozității, mai înalte, ale suprafețelor în contact, aparținând  pieselor în mișcare relativă se ating, datorită grosimii minime a stratului de ulei. Cu alte cuvinte, frecarea semifluidă apare atunci când filmul lubrifiant, deși are parțial o grosime corespunzătoare ungerii fluide, se rupe și se reface, astfel încât, concomitent cu sustentația hidrodinamică, apare și contactul între suprafețele conjugate (în cazul de față segment -cilindru). Pentru segmenți nu se prevede o rugozitate prea mică pentru suprafața exterioară de lucru (suprafața de alunecare), deoarece suprafața foarte netedă nu menține lubrifiantul și poate apărea adeziunea moleculară a suprafețelor foarte netede. Cantitatea mai mică de ulei care ajunge la primul segment reduce porțiunea din cursa pistonului pe care se efectuează ungerea hidrodinamică. La mărirea raportului de comprimare și a sarcinii uzarea segmentului se amplifică, sub acțiunea efectului de presiune a gazelor. Mărirea turației intensifică procesul de uzare a segmenților.  Uzura corozivă a segmentului (caracterizată  în special prin reacția chimică a materialului suprafețelor cu mediul lubrifiant care conține substanțe agresive) este provocată de unele substanțe prezente în combustibil, ca sulful și tetraetilul de plumb  care, prin ardere, dau combinații chimice acide. În plus față de reacțiile chimice menționate, particulele solide prezente în aer, ulei sau combustibil produc o uzură abrazivă a primului segment. Procesul de uzură este influențat de numeroși factori, ceea ce ilustrează gradul de complexitate a fenomenului.